# Ходакова, Наталья
Наталья Ходакова (род. 4 февраля 1969, Карасук, Новосибирская область) — советская и российская баскетболистка. Мастер спорта России международного класса по баскетболу. Победительница юношеского чемпионата мира 1989 года. Участница чемпионата Европы 1993 года.

## Биография
Занималась баскетболом в детско-юношеской спортивной школе Карасукского района. В 1978 года с ней начал заниматься тренер Владимир Иванович Шаховцев. Училась в техническом лицее № 176 Карасукского района.
В 1982 году Ходакову пригласили в новосибирское «Динамо», которое выступало в Высшей лиге чемпионата СССР. В 1988 году вместе с командой стала чемпионкой СССР. Позже выступала за московский ЦСКА.
В составе сборной СССР стала победителем юношеского чемпионата мира 1989 года, который проходил в Испании.
Летом 1993 года главный тренер сборной России Евгений Гомельский включил Ходакову в состав команды на чемпионат Европы, который проходил в Италии. Наталья Ходакова приняла участие в историческом первом официальном матче сборной России против Франции (53:71). В игре против Болгарии баскетболистка оформила 22 очка, тем самым стала самым результативным игроком матча (74:76). По итогам турнира Россия заняла седьмое место.

## Достижения
- Чемпионка СССР: 1988
- Чемпионка России: 1992, 1993
- Серебряный призёр чемпионата СССР: 1990, 1991
- Бронзовый призёр чемпионата СНГ: 1992
- Победительница юношеского чемпионата мира: 1989
- Финалист Кубка чемпионов: 1988, 1990